# Ettore Majorana

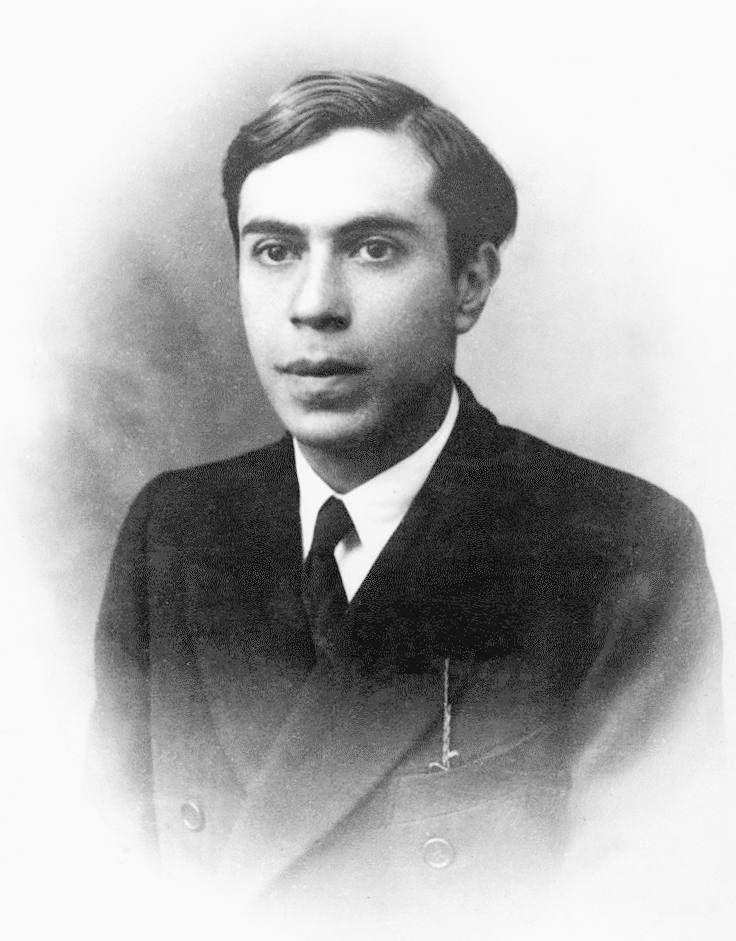
Ettore Majorana

Ettore Majorana (Catania, 5 augustus 1906 – verdwenen op 27 maart 1938) was een Italiaans theoretisch natuurkundige. Hij werkte aan de beschrijving van de massa van neutrino's.
Majorana was een medewerker van Enrico Fermi, die zich over Majorana buitengewoon lovend uitliet. Volgens Fermi kon men natuurkundigen in verschillende categorieën verdelen; de tweede of zelfs derderangs fysici zonder veel wetenschappelijke status, de buitengewone fysici (waar Fermi zichzelf toe rekende) die ontdekkingen doen van groot wetenschappelijk belang, en de genieën zoals Galileo, Newton en Majorana. Majorana stelde in 1937 het Majorana-deeltje voor.

## Biografie
Majorana werd geboren in het Siciliaanse Catania waar zijn vader, Fabio Massimo Majorana (1875-1934), directeur was van de lokale telefoonmaatschappij. Naast Ettore telde het gezin van Fabio en Dorina Corso Majorana (1876-1965) nog vier kinderen: Rosina, Salvatore, Luciano en Maria. Als kind was hij zeer verlegen. Reeds op jonge leeftijd gold hij als een wonderkind in rekenen – tot vermaak van zijn familie trok hij uit het hoofd tweede- en derdemachtswortels. Tekenend voor zijn verlegenheid was dat hij zich voor elke berekening onder de tafel terugtrok en van daaruit het antwoord gaf.
Na de eerste klassen van de basisschool, die hij thuis volgde onder leiding van zijn vader, werd Ettore inwonend leerling aan het jezuïtische Massimiliano Massimo Instituut in Rome. Hij volgde er ook de middelbare school, maar dan als uitwonend leerling omdat de familie in 1921 naar Rome was verhuisd. In de derde klas van de middelbare school ging hij naar het staatslyceum Torquato Tasso; na het behalen van zijn eindexamen in 1923 begon hij aan een universitaire studie. Aanvankelijk wilde hij net als zijn vader ingenieur worden, maar op aandringen van de jonge student Emilio Segrè stapte hij in 1928 over naar de natuurkunde. Hij sloot zich aan bij Fermi's team als een van de Via Panisperna-jongens, genoemd naar de straat Via Panisperna waaraan het Natuurkundig Instituut was gelegen.
Zijn eerste artikel, gepubliceerd in 1928 in Rendicoti – het tijdschrift van de Academia dei Lincei – schreef hij toen hij nog eerstejaarsstudent was. Het had Giovanni Gentile jr., hoogleraar aan het Natuurkundig Instituut, als coauteur. Dit werk was een vroege kwantitatieve toepassing van atoomspectroscopie op Fermi's statische model van de atoomstructuur. Na anderhalf jaar promoveerde hij summa cum laude op een onderzoek naar het radioactieve verval van atoomkernen.
In een artikel uit 1931 maakt Majorana als eerste melding van het fenomeen spontane ionisatie. Ook voerde hij experimenten uit met uranium en gadolinium om de energie van elektronen te meten. Een belangrijk traktaat, gepubliceerd in 1932, ging over het gedrag van uitgelijnde atomen in tijdsvariabele magnetische velden. Onder meer door zijn bevindingen ontwikkelde zich de tak van de radiofrequentiespectroscopie.

### Reis door Europa
In de winter van 1932/1933 leerde hij de Amerikaanse kernfysicus Eugene Feenberg (1906-1977) van de Harvard-universiteit kennen met wie hij door Europa reisde, allereerst naar het Duitse Leipzig. Wegens de bedreigende opkomst van het nationaalsocialisme aldaar, werd Feenberg door zijn universiteit teruggeroepen. In Leipzig ontmoette Majorana Werner Heisenberg en bezocht diens colleges. Op aansporing van Heisenberg publiceerde hij zijn werk over kernfysica in het Zeitschrift für Physik. Majorana reisde vervolgens door naar Kopenhagen en leerde daar Niels Bohr kennen.
Ernstig ziek keerde hij in de herfst van 1933 terug in Rome - in Duitsland had hij een acute gastritis (ontsteking van het maagslijmvlies) opgelopen en hij leed bovendien onder een ernstige zenuwinzinking. Hij trok zich terug, ver weg van familie, vrienden en collega’s en leefde vier jaar lang als een soort kluizenaar in zijn huis.
In 1937 werd hij opgezocht door Fermi, een ontmoeting die een keerpunt werd in het leven van Majorana. Aan drie Italiaanse universiteiten waren leerstoelen vrijgekomen en Fermi drong bij Majorana aan hiervoor te solliciteren door een nieuw onderzoeksartikel te publiceren. Uit een lade viste Majorana enige aantekeningen op die hij aan Fermi liet zien. Aangespoord door Fermi, schreef hij op basis hiervan zijn beroemdste artikel: de Majorana-neutrinohypothese. Hierin beschreef hij het bestaan van een fermiondeeltje met een unieke eigenschap: een neutraal deeltje dat zijn eigen antimateriedeeltje kan zijn. Volgens Majorana moest het recent ontdekte neutrino daar een voorbeeld van zijn.
Datzelfde jaar werd Majorana benoemd tot gewoon hoogleraar theoretische fysica aan de Universiteit van Napels Federico II zonder dat hij daarvoor het benodigde examen hoefde af te leggen vanwege zijn "hoge faam van opmerkelijke expertise, bereikt op het gebied van de theoretische fysica". In januari 1938 startte hij met zijn werkzaamheden als hoogleraar met een serie colleges over de kwantummechanica. Al snel kwam Majorana erachter dat zijn studenten zijn hoge niveau van lesgeven niet konden volgen. Na enkele colleges waren er slechts twee studenten overgebleven.

### Mysterieuze verdwijning
In maart 1938 verdween Majorana tijdens een bootreis van Palermo naar Napels. Daarvoor had hij zijn geld van de bank opgenomen. Hij was op 25 maart met de veerboot naar Palermo in Sicilië gegaan, het eiland waar hij geboren was. Nog diezelfde dag telegrafeerde hij aan Antonio Carelli dat hij zou terugkeren. Op 26 maart kocht hij nog een ticket voor de terugreis, maar daarna is hij – voor zover men weet – door niemand ooit meer teruggezien.
Er zijn verscheidene verklaringen omtrent zijn verdwijning. Majorana liet twee brieven na waarin een soort van afscheid beschreven stond, wat erop zou kunnen wijzen dat hij zelfmoord heeft gepleegd. Zo vroeg hij in een afscheidsbrief die hij voor Carelli had achtergelaten om vergiffenis voor de moeilijkheden die zijn verdwijning voor Carrelli en de studenten zou veroorzaken. Hij zou echter ook verdwenen kunnen zijn om met een andere identiteit elders verder te leven, of hij zou ontvoerd of vermoord kunnen zijn.
Sommigen denken dat Majorana naar Zuid-Amerika is geëmigreerd. In de jaren 50 zou hij zijn gezien in Argentinië en Venezuela. 
In 2015 bracht het Openbaar Ministerie in Rome een bericht over Majorana naar buiten. Zij zeiden te geloven dat de natuurkundige tussen 1955 en 1959 in Valencia in Venezuela woonde.
Omdat Majorana een diepgelovige katholiek was gedurende zijn hele leven en veel schreef over de bevestiging van zijn geloof door de natuurwetenschappen, postuleerde de schrijver Leonardo Sciascia in de in 1975 verschenen historische roman La scomparsa di Majorana de theorie dat Majorana in een klooster zou kunnen zijn ingetreden om zich daarmee geheel van de rest van de wereld te isoleren. Majorana zei aan Albert Einstein ooit dat de wereld zich door de technologische vooruitgang op een explosief bevond, maar dat de mensheid gelukkig de ontsteking nog niet had gevonden.
Op 6 december 1938 vaardigde de minister van Educazione Nationale een decreet uit, waarin Majorana vanaf 25 maart 1938 uit zijn functie werd ontheven vanwege "het niet uitoefenen van zijn verplichtingen gedurende meer dan tien dagen, zonder aanvullende redenen".